# Zbigniew Kumoś
Zbigniew B. Kumoś (ur. 1948) – polski politolog, historyk wojskowości i dziejów najnowszych, polski i historyk, pułkownik Wojska Polskiego.
Jest wykładowcą Akademii Humanistycznej w Pułtusku, prezesem fundacji Fundusz Pomocy Sybirakom, prezesem Instytutu Badań Naukowych im. gen. Edwina Rozłubirskiego, wiceprezesem Stowarzyszenia Tradycji Polskiego Oręża im. Marszałka Piłsudskiego, członkiem Rady Wydawniczej Biuletynu Stowarzyszenia Pro Milito. Był wieloletnim szefem Wydawnictw Wojskowych. Obecnie kieruje oficyną wydawniczą Comandor. Należał do Komitetu budowy Pomnika Czynu Zbrojnego Polonii Amerykańskiej.

## Wybrane publikacje
- Związek Patriotów Polskich : założenia programowo-ideowe, Warszawa: Wydaw. Min. Obrony Narodowej 1983.
- Węzłowe problemy działalności polityczno-wychowawczej i ideologicznej PZPR w okresie wychodzenia kraju z kryzysu społeczno-gospodarczego, Warszawa: Wydaw. Min. Obrony Narodowej 1984.
- (współautorzy: Witold Lisowski, Kazimierz Sobczak), Historia i współczesność, Warszawa: Wydawnictwo Min. Obrony Narodowej 1984.
- O wolną i demokratyczną Polskę: myśl polityczna i wojskowa lewicy polskiej w ZSRR 1940-1944, Warszawa: Instytut Wydawniczy Związków Zawodowych 1985.
- Wanda Wasilewska, O wolną i demokratyczną: wybór artykułów, przemówień i listów, wybór i oprac. Zbigniew Kumoś, Tadeusz Siergiejczyk, Eleonora Syzdek, przedmowa Kazimierz Sobczak, Warszawa: Wojskowy Instytut Historyczny im. Wandy Wasilewskiej 1985.
- (współautor: Mieczysław Kamiński), Materiały do szkolenia politycznego oficerów, Warszawa: Wydaw. Min. Obrony Narodowej 1986.
- Geneza Polskiej Zjednoczonej Partii Robotniczej: materiały pomocnicze dla słuchaczy WUML, Warszawa: Wydawnictwo Min. Obrony Narodowej 1988.
- U źródeł Polski Ludowej: geneza Polskiego Komitetu Wyzwolenia Narodowego: materiały pomocnicze do studiowania historii najnowszej, Warszawa: Wydaw. Min. Obrony Narodowej 1989.
- Czyn zbrojny wychodźstwa polskiego w Ameryce: zbiór dokumentów i materiałów historycznych, oprac. naukowe Zbigniew B. Kumoś, Jacek Praga, Warszawa: "Comandor" 2001.
- Geneza satelickiego systemu władzy w Polsce 1941-1948, Warszawa: "Comandor" 2001.
- Nikt, czyli Kukliński (rzecz o zdradzie), red. Zbigniew B. Kumoś, Warszawa: "Comandor" 2002.
- Pomnik ku czci Lotników Polskich poległych w II wojnie światowej, Pole Mokotowskie, Warszawa = Memorial to the Polish Airmen who fell in World War II, Pole Mokotowskie, Warsaw, red. nauk. Zbigniew Kumoś, Londyn – Warszawa: "Comandor" 2004.
- Granice Rzeczpospolitej Polskiej (na przestrzeni dziejów), red. nauk. Zbigniew B. Kumoś, Warszawa: Comandor 2005.
- (współautorzy: Norbert Michta, Zbigniew Cieślikowski), Marszałek Józef Piłsudski: szkice do portretu, Warszawa: Instytut Badań Naukowych 2008.
- (współautor: Norbert Michta), Niewypowiedziana wojna 1919-1920: w świetle dokumentów, depesz korespondentów zagranicznych akredytowanych w Warszawie i artykułów w prasie zagranicznej, Warszawa: Wydawnictwo Comandor – Wydawnictwo Instytut Badań Naukowych 2009.